# Tratado de Viena (1738)

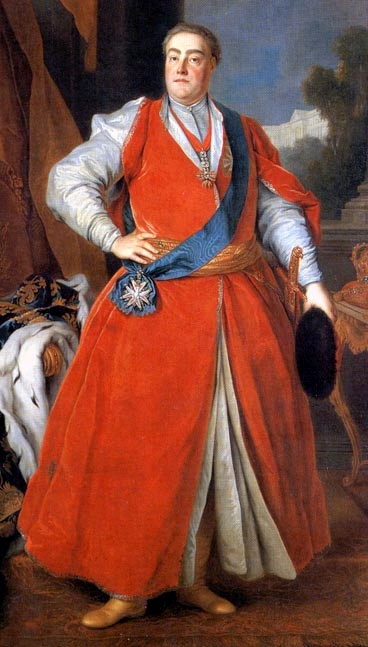
Imagem de Augustos III em trajes polacos

O Tratado de Viena ou Paz de Viena foi celebrado em 18 de novembro de 1738, pondo fim à Guerra da Sucessão da Polónia. Era acompanhado de uma série de disposições dinásticas que modificaram o mapa político europeu, asseguraram o equilíbrio entre as duas maiores potências inimigas do continente: o Reino da França e o Sacro Império Romano-Germânico.
Os termos do tratado, resolviam algumas questões internacionais, que há muito originavam conflitos armados e disputas territoriais, nomeadamente: a sucessão polaca (disputada entre Estanislau I Leszczynski e Augusto III); a independência dos ducados da Lorena e de Bar (que há muito a França pretendia anexar); a sucessão do imperador Carlos VI (que pretendia ver reconhecido internacionalmente a Pragmática Sanção); a "Questão Toscana" (cuja linha dinástica se extinguira com a morte, sem sucessão, do último Grão-duque, João Gastão de Médici); e o abandono das pretensões austríacas sobre os reinos de Nápoles e da Sicilia (reconhecidos como domínios da casa de Bourbon).

## Antecedentes
Com a derrota da Monarquia Austriaca na Guerra de Sucessão Polaca, foram firmados acordos preliminares de paz em Viena em 1735, três anos antes do tratado final (o terceiro tratado de Viena). Seguiu-se, então, uma espécie de "caça aos tronos", por forma a estabelecer um novo equilíbrio, favorável à França.
Os artigos preliminares foram seguidos por uma convenção franco-austríaca, assinada em Viena em 28 de agosto de 1736.
Como contrapartida, Luís XV reconhecia, finalmente, a Pragmática Sanção que fora promulgada em 1713 pelo imperador Carlos VI.

## Redestribuição dos Principados
Por envolverem diversas potências europeias e abordarem muitos conflitos territoriais, o tratado foi de difícil negociação mas, por fim, solucionou diversas questões:
- O eleitor da Saxónia, Augusto III, manteve o trono da Polónia, sobre o qual Estanislau I Leszczynski abandona todas as pretensões, conservando apenas o título de "rei de Polónia".
- Como compensação, Estanislau I recebe os ducados de Lorena e de Bar, a título vitalício. Recorde-se que sua filha, Maria Leszczynska, casara em 1725 com o rei Luís XV, pelo que os dois ducados seriam integrados na França com a morte de Estanislau.
- O duque de Lorena e de Bar, Francisco III, que ficara noivo da arquiduquesa de Áustria Maria Teresa, filha do imperador Carlos VI, renunciava aos seus direitos sobre os ducados, sendo compensado com o Grão-Ducado da Toscana que, assim, ficava sobre influência austríaca. Com o reconhecimento internacional da Pragmática Sanção, Francisco III via reconhecida a possibilidade de subir ao trono imperial pelo seu casamento com a arquiduquesa María Teresa, a herdeira dos Habsburgos.
- Carlos de Bourbon, filho de Filipe V de Espanha e de Isabel Farnésio, renuncia à Toscana recebendo, em troca, os reinos de Nápoles e da Sicilia, que lhe são cedidos pelo Imperador. Don Carlos (Carlos V na Sicília e Carlos VII em Nápoles) inaugura, assim, a dinastia Bourbon naqueles reinos.
- O rei da Sardenha obtém a faixa ocidental do Ducado de Milão a  oeste de Ticino (incluindo Novara e Tortona). Milão continua na posse da Áustria.
- Finalmente, Luísa Isabel de França, filha mais velha de Luís XV, casa-se com o duque Filipe I de Parma, irrmão de Carlos de Bourbon, matrimónio que solidifica a aliança dinástica entre os Borbons de França e os ramos colaterais.